# Domus Aurea

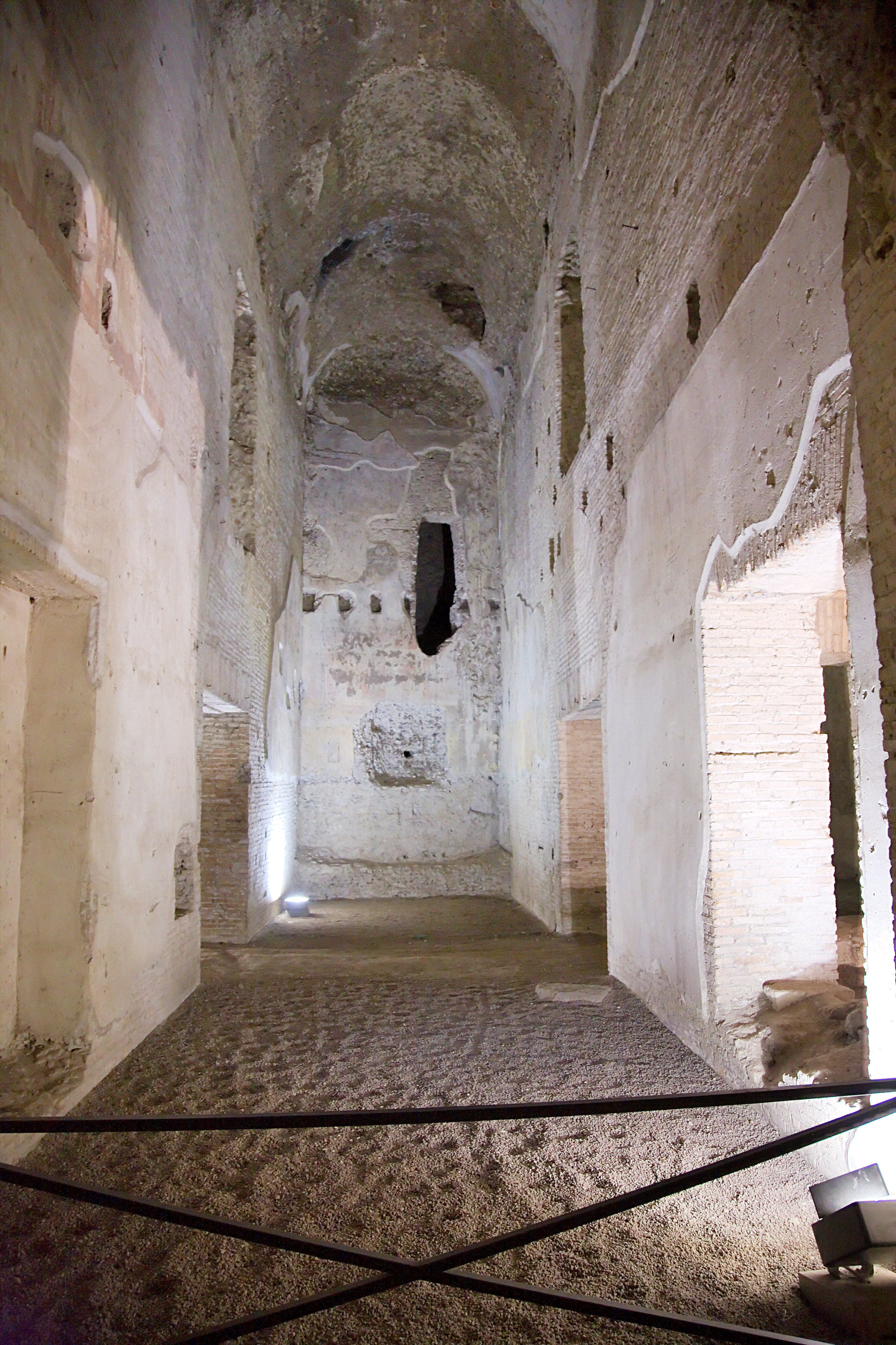
Neronův Zlatý dům

Domus Aurea (latinsky „Zlatý dům“) byl komplex obrovského římského paláce, který se prý rozprostíral na ploše přes 120 ha. Byl vybudován na popud megalomanského císaře Nerona po velkém požáru Říma roku 64 n. l. Nero zabral pozemky mnoha římských patricijů, aby mohl kolosální projekt uskutečnit, čímž poněkud uspíšil svůj pozdější konec (9. června roku 68 n. l. byl nucen spáchat sebevraždu). Podle soudobých historiků byla Neronova vila sídlem nevídaného luxusu (včetně otočné jídelny), ale také nevkusu a neřesti. Po císařově smrti byla jeho kolosální socha měřící přes 30 metrů (součást komplexu) odstraněna a umělé jezero zasypáno (na jeho místě později vyrostlo Koloseum). Dnes jsou ruiny paláce opět přístupné veřejnosti nedaleko Kolosea na římském pahorku Esquilin.

## Suetonius o Domusu Aurea
Suetonius popisuje palác v biografii Nerona:
"Ve vstupní hale domu byla umístěna 120 stop vysoká kolosální socha s portrétem Nerona. Celý objekt byl tak velký, že zaujímal tři portika o délce jedné míle a umělé jezero, které bylo skoro jako moře, kolem jezera se nacházely domy velké jako města. Dále se zde nacházely vily s poli, vinohrady a pastvinami, lesy plné divokých i krotkých zvířat všech druhů. Některé části domu byly pozlaceny a vyzdobeny mušlemi. V jídelnách byly pohyblivé stropy ze slonové kosti, kterými bylo možno shazovat květiny a rozprašovat parfémy. Nejdůležitější z nich byl kulatý a pohyboval se ve dne i v noci jako zeměkoule. Koupele byly naplněny mořskou a sirnou vodou.
Když Neron po dokončených stavebních pracích zasvěcoval dům, byl velice spokojený a řekl, že nyní konečně bydlí v domě, který je hoden člověka." 
(Sueton, Nero, 31)